# British Columbia Highway 35
Der Highway 35 stellt eine Verbindung zwischen Highway 16 und dem südlich davon gelegenen Binnenland dar. Der Highway hat eine Länge von 23 km.

## Streckenverlauf
Der Highway zweigt bei der Gemeinde Burns Lake vom Highway 16 in südlicher Richtung ab. Er überquert den See Burns Lake mit Hilfe einer Brücke und folgt weiter Richtung Süden. Vorbei am Westufer des Tchesinkut Lake erreicht der Highway nach 23 km Francois Lake und endet dort am Fährterminal, von wo aus dann eine kostenlose Fähre nach Southbank betrieben wird.